# Franz Georg von Keeß

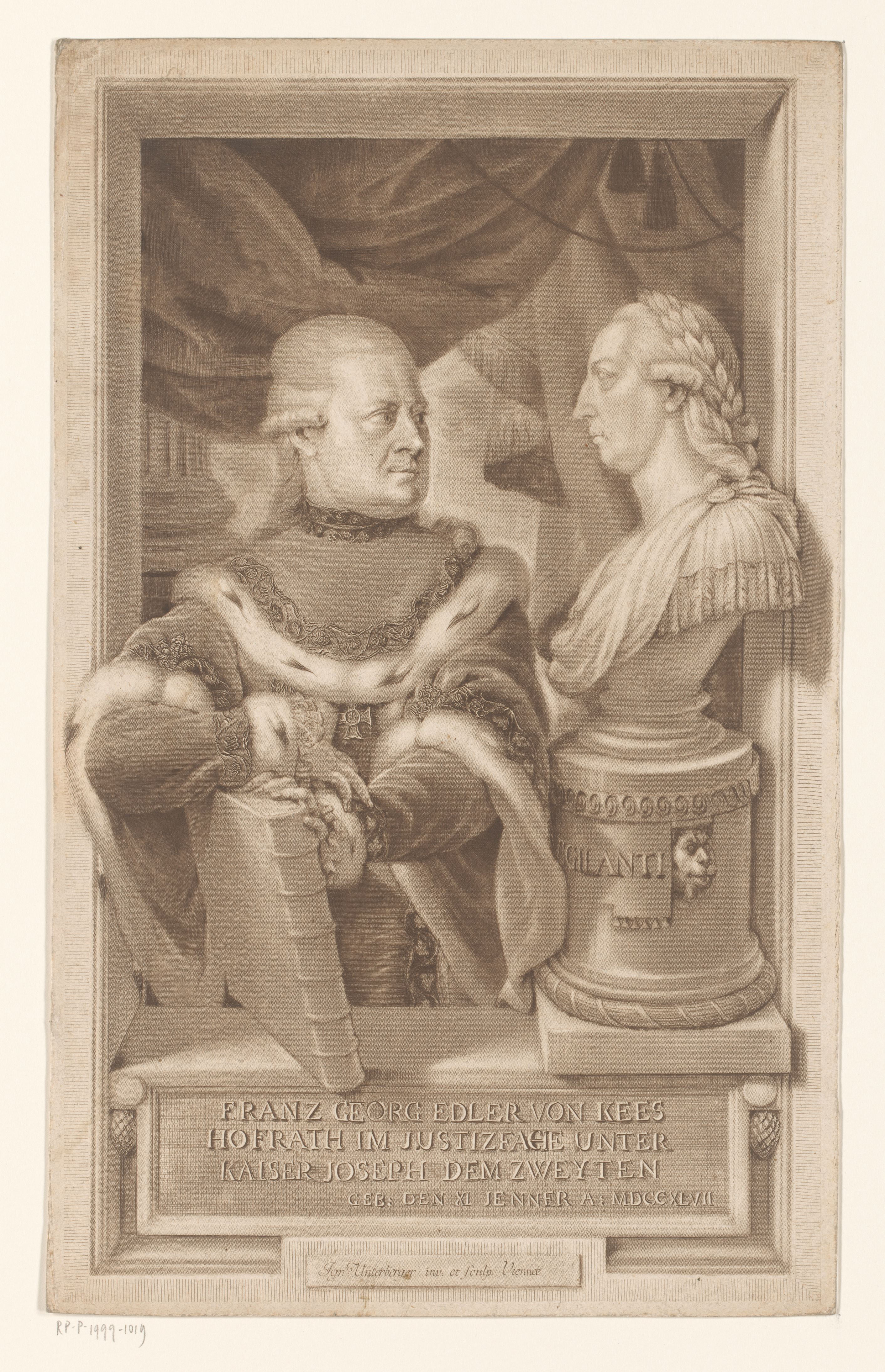
Franz Georg von Kees

Ritter Franz Georg von Keeß (* 11. Jänner 1747 in Wien; † 6. August 1799 in Brunn am Gebirge) war ein österreichischer Jurist.

## Leben

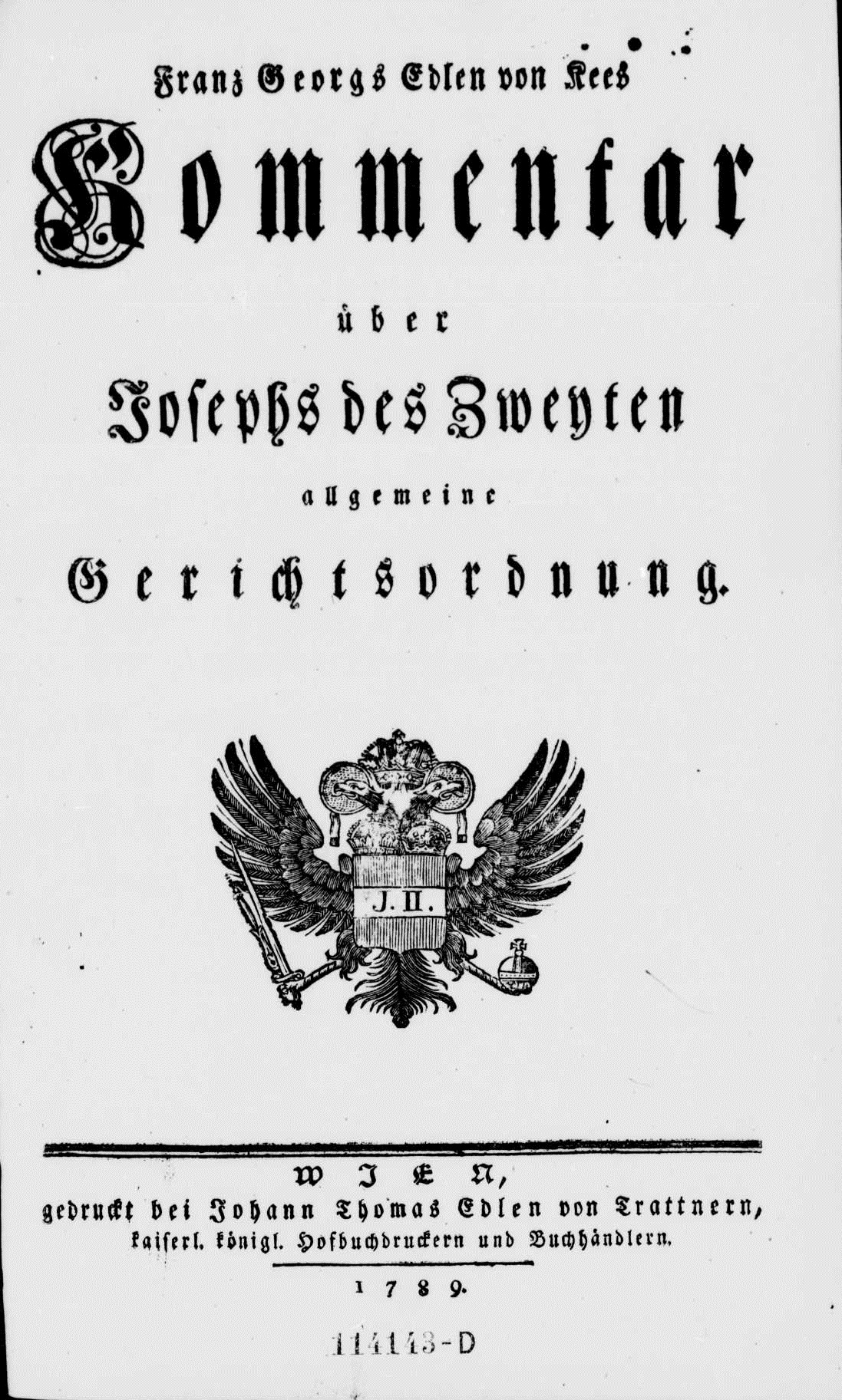
Kommentar über Josephs des Zweyten allgemeine Gerichtsordnung, 1789

Franz Georg von Keeß entstammte einer schwäbischen adeligen Familie, aus der sein Großvater Johann Georg von Keeß (1673–1754), geboren in Tettnang, 1693 nach Wien kam und, als Doktor beider Rechte, als Professor Kirchenrecht an der Universität Wien lehrte, dort war er 1727/28 Rektor der juristischen Fakultät; 1725 wurde er zum Kommerzienrat ernannt und 1732 erhielt er das Amt des niederösterreichischen Landschreibers.
Franz Georg von Keeß war der älteste Sohn von Franz Bernhard von Keeß (* 11. November 1720; † 30. Dezember 1795 in Brunn am Gebirge), Geheimrat und Vizepräsident beim niederösterreichischen Appellationsgericht und dessen erster Ehefrau Regina, geb. von Wallner; 1764 verlieh Maria Theresia seinem Vater, aufgrund seiner Verdienste, den Ritterstand der sämtlichen Erblande und des Heiligen Römischen Reichs.
1768 beendete er seine Rechtsstudien an der Wiener Universität und trat als unbesoldeter Landrat in den Staatsdienst. 1770 erfolgte seine Ernennung zum Rat bei der niederösterreichischen Regierung und 1774 wurde er Hofkommissionsrat bei der illyrischen Deputation, die das Königreich Illyrien von Wien aus regierte. Durch seine Tätigkeit wurde das Königreich Ende Dezember 1777 in die Königreiche Kroatien und Slawonien und das venezianische Dalmatien aufgeteilt. so dass die Deputation aufgelöst werden konnte. Er wurde daraufhin als Hofrat zur ungarischen Hofkanzlei und von dort zur obersten Justizstelle versetzt. Aufgrund seiner Rechtskenntnisse betraute ihn Maria Theresia mit den wichtigsten Aufgaben; ihr Sohn, Joseph II., ernannte ihn zum Referenten bei der Kompilations-Hofkommission, aus der später die Hofkommission in Gesetzgebungssachen wurde, in der er maßgeblichen Einfluss bei den Beratungen zum bestehenden Straf- und Bürgerlichem Gesetzbuch hatte (siehe Josephinisches Gesetzbuch); hierbei verblieb er jedoch in der obersten Justizstelle.
Zu seinen Aufgaben gehörten unter anderem die allgemeine Taxordnung in Streitsachen, die Regulierung der Gerichtshöfe, die Einführung von Appellationsgerichten, die Instruktionen für die Fiskalämter, die Regulierung der Berggerichte, die Einführung der Landtafel in Vorderösterreich, die dann als Muster für die Gebiete diente, in denen es noch an Landtafeln mangelte, die Tiroler Erbsteuer und die Grundsätze zur Regulierung der Magistrate auf dem Land.
In seinem Werk Allgemeines Gesetzbuch über Verbrechen und derselben Bestrafung (siehe Josephinisches Strafgesetz) teilte er Verbrechen in Klassen ein und gab damit einem Richter einen bestimmten Anhaltspunkt und eine leichtere Übersicht an die Hand, dazu schrieb er eine Instruktion für die politischen Behörden über ihr Verhalten bei politischen Vergehen und eine Ausarbeitung des Systems zur Regulierung der Kriminal-Gerichte;  seine Allgemeine Criminal-Gerichtsordnung stellt im Grunde die erste moderne Strafprozessordnung dar.
Richtungsweisend war auch sein Kommentar über Josephs II. allgemeine Gerichtsordnung.
Franz Georg von Keeß war mit Ernestina (* 24. Januar 1754; † 10. März 1801 in Wien), Tochter von Raimund Albrecht von Albrechtsburg verheiratet, gemeinsam hatten sie zwölf Kinder, von diesen haben das Erwachsenenalter erreicht:
- Bernhard von Keeß (* 11. Oktober 1770 in Wien; † 28. Dezember 1800 in Villafranca), Oberstleutnant und Generaladjutant, erlag einer Verletzung, die er in der Schlacht am Mincio erhalten hatte;

- Ignaz von Keeß (* 4. Oktober 1771 in Wien, † 1817 ebenda), Verordneter des niederösterreichischen Ritterstandes;

- Stephan von Keeß (* 31. Oktober 1774 in Wien, † 13. Juni 1840 ebenda), Direktor des Technischen Kabinetts in Wien;

- Georg von Keeß (* 2. Oktober 1782, † 4. Juni 1826 in Budapest); Landwirt;
- Ernst von Keeß (* 20. Oktober 1783; † 6. Dezember 1824), Rittmeister;
- Maria Anna Franziska von Keeß (4. Oktober 1773 in Wien; † 10. Juli 1842 ebenda) verheiratet mit Freiherr Johann von Bartenstein (1771–1843), niederösterreichischer Regierungsrat und Stadthauptmann.

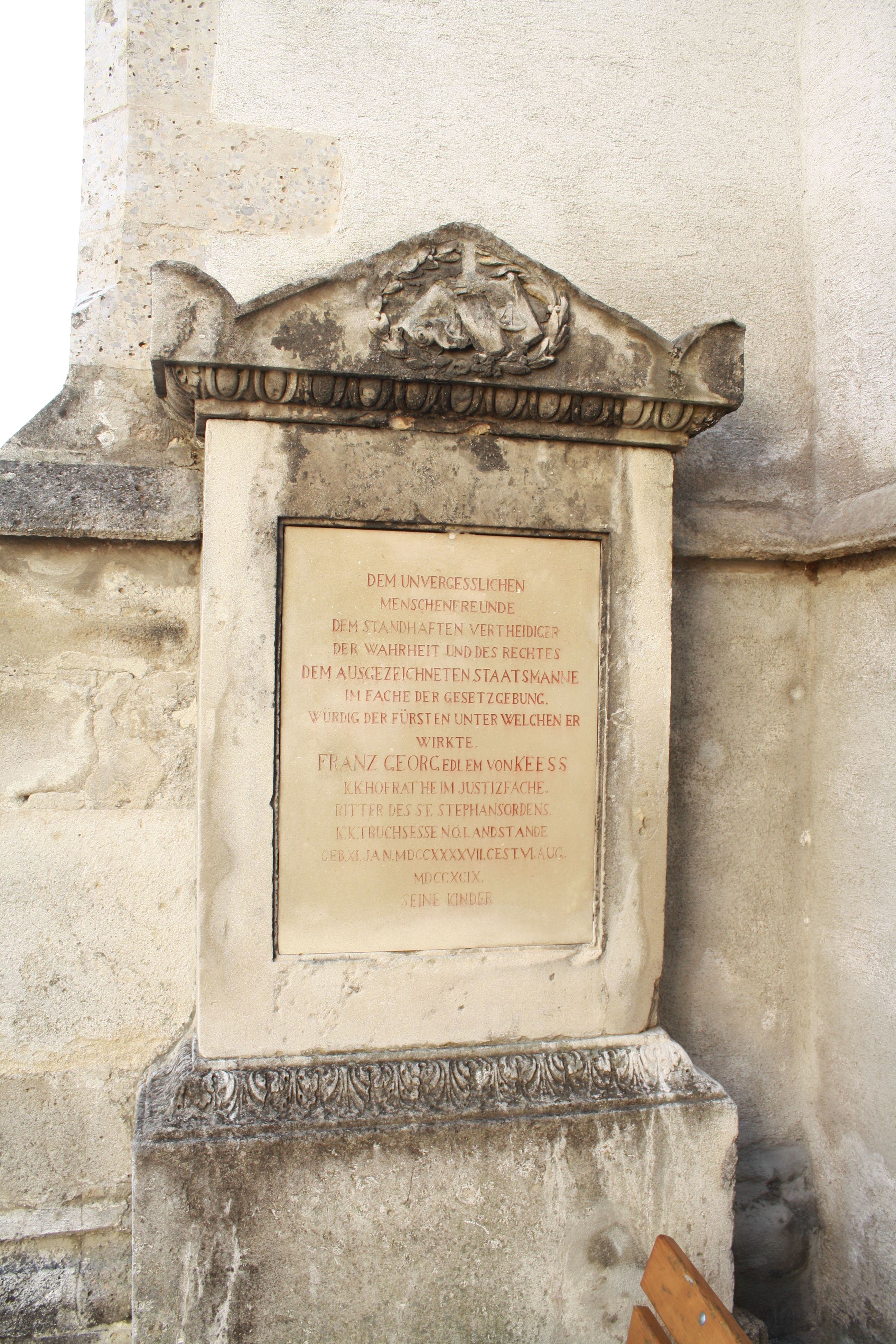
Grabstein bei der Pfarrkirche Brunn

Franz Georg von Keeß wurde in Brunn am Gebirge begraben und bei der Pfarrkirche Brunn am Gebirge wurde ein Grabstein aufgestellt, mit folgender Inschrift:
Dem unvergeßlichen Menschenfreunde,

Dem standhaften Vertheidiger, der Wahrheit und des Rechtes.

Dem ausgezeichneten Staatsmanne

im Fache der Gesetzgebung.

Würdig der Fürsten, unter welchen er wirkte,

Franz Georg Edlen von Keeß,

k. k. Hofrathe im Justizfache,

Ritter des St. Stephan-Ordens,

k. k. Truchsesse, niederösterreichischem Landstande,

geboren den 11. Jänner 1747, gestorben den 6. August 1799

Seine Kinder.

## Auszeichnungen und Ehrungen
- Kaiser Joseph II. zeichnete ihn mit dem Ritterkreuz des St. Stephan-Ordens aus, nachdem er in einer Konferenz, die unter Vorsitz des Kaisers gehalten wurde, standhaft seine konträre Meinung zum Kaiser und der der anderen Konferenzteilnehmer verteidigte. Erzherzog Franz Karl besaß ein Gemälde, in dem der Akt dargestellt wurde, als Joseph II. dem Hofrat Keeß den St. Stephans-Orden überreichte. Unter dem Gemälde war die Aufschrift Kaiser Joseph II. belohnt mit dem Stephansorden die edle Freimüthigkeit des Hofraths von Kreß, welcher, der Pflicht und Wahrheit getreu, in einer erheblichen Angelegenheit selbst gegen den Kaiser stimmte und sein Votum gegen die Stimmenmehrheit des versammelten Rathes männlich behauptete angebracht.
- Franz II. gewährte ihm die, in der Vergangenheit durch Joseph II. bereits ausgesprochene, jährliche Zulage von 2.000 Gulden zu seiner Besoldung als Hofrat auch weiterhin.
- Franz Georg von Keeß war zum Truchseß ernannt worden.[3]

## Schriften (Auswahl)
- Allgemeine Gerichtsordnung für Böhmen, Mähren, Schlesien, Oesterreich ob und unter der Enns, Steiermark, Kärnthen, Krain, Görz, Gradisca, Triest, Tirol und die Vorlanden. Wien 1781.
- Die Gerichts- und die Concursordnung. 1781.
- Die Grundsätze zur Bestimmung der Gerichtsbarkeit, aus denen die Jurisdictionsnormen für alle Länder entstanden. 1782
- Allgemeine Instruction für die Fiscalämter. Wien 1783.
- Das Ehepatent vom 16. Jenner 1783 : mit allen hinnach ergangenen dahin gehörigen allerhöchsten Verordnungen; in einem planmäßigen Zusammenhange zum allgemeinen Gebrauche. 1783.
- Allgemeine Instruction für die königlich-böhmischen Landrechte. Wien 1783
- Die gesetzliche Erbfolgeordnung, womit, durch Aufstellung der Erbfolge ex Jure repraesentationis, die früher häufig vorgefallenen Rechtsstreite beseitigt wurden. 1785.
- Der erste Theil des bürgerlichen Gesetzbuches. 1786.
- Allgemeines Gesetzbuch über Verbrechen und derselben Bestrafung. Wien 1787.
- Instruction für die politischen Behörden über die Anstrengung einer Inquisition, Aburtheilung und Strafvollziehung wider einen eines politischen Verbrechens Beschuldigten. Wien 1787.
- Allgemeine Criminalgerichtsordnung. 1788.
- Kommentar über Josephs II. allgemeine Gerichtsordnung. Wien 1789.
- Über die Aufhebung der Wuchergesetze. Wien 1791.